# منصف بوكثير
منصف بوكثير سياسي تونسي، يشغل منصب وزير التعليم العالي والبحث العلمي في حكومة نجلاء بودن منذ 2021.